# Mirza Shah Mahmud
Mirza Shah Mahmud, död 1459, var en monark ur timuriderdynastin. Han var regerande sultan i Timuriderriket mellan 1457 och 1457.